# Elek Gyula Aréna
Elek Gyula Aréna er en indendørs multiarena i Ferencváros i udkanten af Budapest i Ungarn. Arenaen blev bygget i 1997, men fik i 2016 fortaget en ny renovering.